# Den Hulst
Den Hulst és la part septentrional del poble de Nieuwleusen, al municipi neerlandès de Dalfsen.

## Història
Abans de la reestructuració de municipis neerlandesos de l'any 2001, Den Hulst pertanyia al municipi de Nieuwleusen. El poble de Den Hulst va ser unit al poble de Nieuwleusen a la dècada del 1970 i ara és més conegut sota el nom de Nieuwleusen-Noord. És una zona llarga arran de la carretera provincial N377, que comença a l'oest després del carrer Rollecate i s'acaba a l'est al carrer Oosterhulst. Encara s'hi troba la caseta del custodi del pont (l'N377 està construït a sobre de l'antic canal Dedemsvaart).
Entre el 1904 i el 2003, la fàbrica de bicicletes Union tingué la seu a Den Hulst.